# Selbstenergie
In der klassischen Physik versteht man unter der Selbstenergie einer Ladungsverteilung diejenige Energie, die erforderlich ist, um die Ladungsverteilung aus ursprünglich unendlich weit entfernten Bestandteilen zusammenzusetzen.
In der Quantenfeldtheorie nennt man  die störungstheoretischen Korrekturen zum Propagator Selbstenergie.

## Klassische Physik
Ist die Ladung {\displaystyle q} gleichmäßig auf eine Kugeloberfläche mit Radius {\displaystyle R} verteilt, so verschwindet das elektrische Feld im Inneren der Kugel, und die gesamte Feldenergie außerhalb beträgt:
{\displaystyle E={\frac {1}{8\pi \varepsilon _{0}}}\cdot {\frac {q^{2}}{R}}}
Setzt man diese Energie mit der Ruheenergie {\displaystyle E=m_{e}c^{2}} des Elektrons gleich, so erhält man daraus für {\displaystyle R} den halben klassischen Elektronenradius. Würde man die Elementarladung auf eine Kugelschale mit weniger als dem halben klassischen Elektronenradius konzentrieren, so wäre nach der klassischen Physik also schon die Selbstenergie dieser Ladungsverteilung größer als die Ruheenergie des Elektrons.

## Quantenfeldtheorie
In der Quantenfeldtheorie bezeichnet die Selbstenergie (auch Massenterm) die Beiträge aller Diagramme mit einer einlaufenden und einer auslaufenden Linie.
Als irreduzibler Selbstenergieeinschub ({\displaystyle \Sigma }) wird ein Selbstenergieeinschub bezeichnet, der sich nicht durch Auftrennen einer Linie in zwei getrennte Anteile zerlegen lässt. Es werden also beispielsweise in diesem Fall nicht die Diagramme erfasst, in denen mehrere Schleifen getrennt hintereinander folgen. Die Selbstenergie wird dann als Summe der Beiträge aller irreduziblen Selbstenergieeinschübe definiert. Die Verknüpfung von Selbstenergieoperator ({\displaystyle \Sigma }) mit dem freien Propagator ({\displaystyle G_{0}^{}}) und angezogenen Propagator ({\displaystyle G}) beschreibt gerade die Dyson-Gleichung: 
{\displaystyle G=G_{0}\sum _{j=0}^{\infty }(\Sigma G_{0})^{j}=G_{0}+G_{0}\Sigma G_{0}+G_{0}\Sigma G_{0}\Sigma G_{0}+\dots }
Dies entspricht der folgenden diagrammatischen Darstellung:
Das Aufsummieren der geometrischen Reihe ergibt
{\displaystyle G={\frac {G_{0}}{1-\Sigma G_{0}}}}
Ein Selbstenergiediagramm heißt Skelett, falls es ausschließlich aus Propagatoren aufgebaut wird, die keine Selbstenergieeinschübe, also Schleifen, enthalten. Ein angezogenes Skelett ist ein Skelett aus der Entwicklung der Selbstenergie, bei dem jeder freie Propagator durch einen Propagator ersetzt wurde, der um die Selbstenergie korrigiert wurde. Damit ist die Selbstenergie die Summe der Beiträge aller angezogenen Skelette.
Die Darstellung der Selbstenergie als Summe der Beiträge aller angezogenen Skelette und die Dyson-Gleichung bilden ein Gleichungssystem, das gleichzeitig (selbstkonsistent) zu lösen ist. Dies kann iterativ geschehen, bis bei Selbstkonsistenz abgebrochen werden kann. Dies führt auf die selbstkonsistente Renormierung.
Der einfachste Fall der Dyson-Gleichung, die Zweipunktfunktion, betrachtet gerade die Selbstenergie.